# Linee Lecco
Linee Lecco S.p.A. è l'azienda che svolge il servizio di trasporto pubblico locale nel comune di Lecco e nei comuni limitrofi inoltre nel comune di Lecco gestisce i parcheggi a pagamento.

## Storia
LineeLecco nasce nel 1973 come APT (Azienda Pubblica Trasporti), per l'esercizio di 3 linee urbane, prima esercitate della STECAV di Como e dalla SAL di Lecco. A metà anni 70 vennero istituite le altre linee, riviste e poi modificate agli inizi degli anni 2000 fino a seguire l'attuale percorso. Nel 2005, Insieme a SAL Lecco (oggi Arriva Italia), STP Linea (oggi ASF Autolinee) e Zani Viaggi Bergamo (oggi AddaBus) ha fondato il consorzio LT Lecco Trasporti s.c.a.r.l. Tra il 2012 e il 2013, la società rischiò la vendita e la privatizzazione. Dopo che le società e i privati interessati all'acquisto non si presentarono all'asta, l'amministrazione decise di mantenere proprietà comunale il 100% delle quote societarie. Dal 1º settembre 2021 nasce in collaborazione con il Comune di Lecco il progetto "TI PORTO IO", il quale consente ai giovani under-19 residenti nel capoluogo lecchese di usufruire gratuitamente di tutte le linee gestite da Linee Lecco previa sottoscrizione una tantum dell'apposita tessera dal costo di €10. Il 15 settembre 2024 sono stati presentati i primi bus elettrici destinati alle linee urbane di Lecco
LineeLecco possiede un deposito sito a Lecco in Piazza Bione 15, dove si trovano gli uffici e la rimessa principale;
Inoltre ha due parcheggi dove rimessa i bus destinati a Bellagio e Calolziocorte, il primo in via Pescallo a Bellagio, dove sostano i bus impegnati sulla Lecco-Bellagio; il secondo è presso l'interscambio della stazione cittadina di Calolziocorte, prima i bus venivano rimessati al deposito della SAC proprietaria dello stabile.

## Linee gestite
LineeLecco gestisce il trasporto pubblico locale nella città di Lecco con 9 linee diurne (di cui due serali e una dedicata per gli studenti), 2 linee suburbane dirette a Valmadrera, la linea extraurbana diretta a Bellagio, le linee extraurbane della Val San Martino e alcune linee sperimentali per gli studenti nella Brianza lecchese. 

## Parco Mezzi
LineeLecco si avvale del seguente parco macchine per effettuare il servizio TPL. Mezzi presenti in deposito dal 2018 ad oggi:
| Modello                     | Matricole  | Entrata in servizio                              | Lunghezza |
| Iveco IndCar Mobi           | 4-5        | 2022                                             | 8,5 m     |
| Cacciamali TCI 9.72         | 10-11      | 2006 e 2009                                      | 9,72 mt   |
| Cacciamali TCI 9.72         | 12         | 2023 (ex STPS Sondrio)                           | 9,72 mt   |
| Cacciamali TCI Sigma 10     | 13-14      | 2023 (ex STPS Sondrio)                           | 10,5 m    |
| Irisbus Crossway 10         | 15-16 e 18 | 2023 (ex STPS Sondrio)                           | 10,6 m    |
| Cacciamali TCI 9.72         | 19-20      | 2023 (ex STPS Sondrio)                           | 9,72 mt   |
| Otokar Vectio 250 LE        | 24         | 2023 (ex SAC Calolziocorte)                      | 9,5 m     |
| Heuliez GX127               | 25         | 2023 (ex SAC Calolziocorte)                      | 9,40 mt   |
| BMC Procity                 | 29         | 2012                                             | 11,91 mt  |
| BredaMenarini Avancity LU   | 30-31      | 2008                                             | 12 mt     |
| BredaMenarini Avancity NU   | 32-34      | 2008                                             | 10,80 mt  |
| BredaMenarini Vivacity CU   | 35         | 2008                                             | 7,90 mt   |
| BredaMenarini Vivacity MU   | 36         | 2008                                             | 9,38 mt   |
| BredaMenarini Vivacity CU+  | 37-38      | 2011                                             | 7,90mt    |
| Irisbus GX127               | 39         | 2020 (ex ARRIVA Olanda)                          | 9,40 mt   |
| Solaris Urbino (Alpino) 8.6 | 40-42      | 2015                                             | 8,60 mt   |
| Solaris Urbino 10           | 43         | 2017                                             | 9,94 mt   |
| Vanhool AN300               | 61-62      | 1999 (62 Demolizione 2020) (61 Demolizione 2023) | 10,80 mt  |
| Man UM55 Starline           | 66         | 1997 (Demolizione 2023)                          | 8,92 mt   |
| Vanhool A308U               | 67-68      | 1999 (67 Demolizione 2023) (68 Demolizione 2020) | 9,48 mt   |
| Scania Citywide LF12        | 71-72      | 2018                                             | 11,98 mt  |
| Scania Citywide LF10        | 73-74      | 2018                                             | 10,88 mt  |
| Iveco Streetway             | 75-76      | 2022                                             | 12 mt     |
| Vanhool A330                | 80-85      | 2000/2001 (82-Demolita 2023)                     | 11,98 mt  |
| Vanhool NewA330             | 86-87      | 2007                                             | 11,99 mt  |
| Vanhool NewA330N            | 88         | 2007                                             | 10,78 mt  |
| Vanhool NewA308/9           | 89-90      | 2007                                             | 8,60 mt   |
| Vanhool NewA309             | 91-92      | 2012                                             | 9,39 mt   |
| Iveco E-Way                 | 100-103    | 2024                                             | 9,5 m     |

Oltre al suddetto parco mezzi LineeLecco possiede anche una flotta di mezzi da Noleggio.
| Modello                      | Nome e/o matricola               | Entrata in Servizio | Posti a sedere |
| ---------------------------- | -------------------------------- | ------------------- | -------------- |
| Mercedes Sprinter            | Fra Cristoforo M19               | 2018                | 19             |
| Mercedes Sprinter            | Il Griso                         | 2021                | 23             |
| Mercedes Sprinter Gran Capri | Don Abbondio                     | 2018                | 22             |
| Scania Interlink             | Innominato                       | 2019                | 45             |
| Vanhool TX 15 Acron          | Alessandro Manzoni Renzo e Lucia | 2017                | 53             |
| Irisbus Magelys              | I Bravi                          | 2010                | 55             |
| Scania Touring 12,9 LHD      | Azzeccagarbugli                  | 2020                | 55             |
| Scania Touring 13.7 LHD      | I Promessi Sposi                 | 2018                | 63             |
| BMC TBX                      | B3                               | 2005 (Radiato 2023) | 35             |
| NewCar Calipso               | Don Rodrigo                      | 2022                | 35             |
| Neoplan Cityliner            | Calcio Lecco 1912                | 2023                |                |

L'azienda svolge anche il trasporto giocatori della Calcio Lecco 1912, e dopo il suo passaggio in serie B, si è dotata di un autobus speciale, ovvero un Neoplan Cityliner, con colorazione e logo della squadra calcistica.